# Hieracium erysibodes
Hieracium erysibodes es una especie de planta con flor del género Hieracium, de la familia Asteraceae, orden Asterales.

## Distribución
Hieracium erysibodes se distribuye por Noruega y Suecia.

## Taxonomía
Fue descrita científicamente por (Dahlst.) Dahlst. Fue publicada en Acta Horti Berg.